# Premio Tiepolo

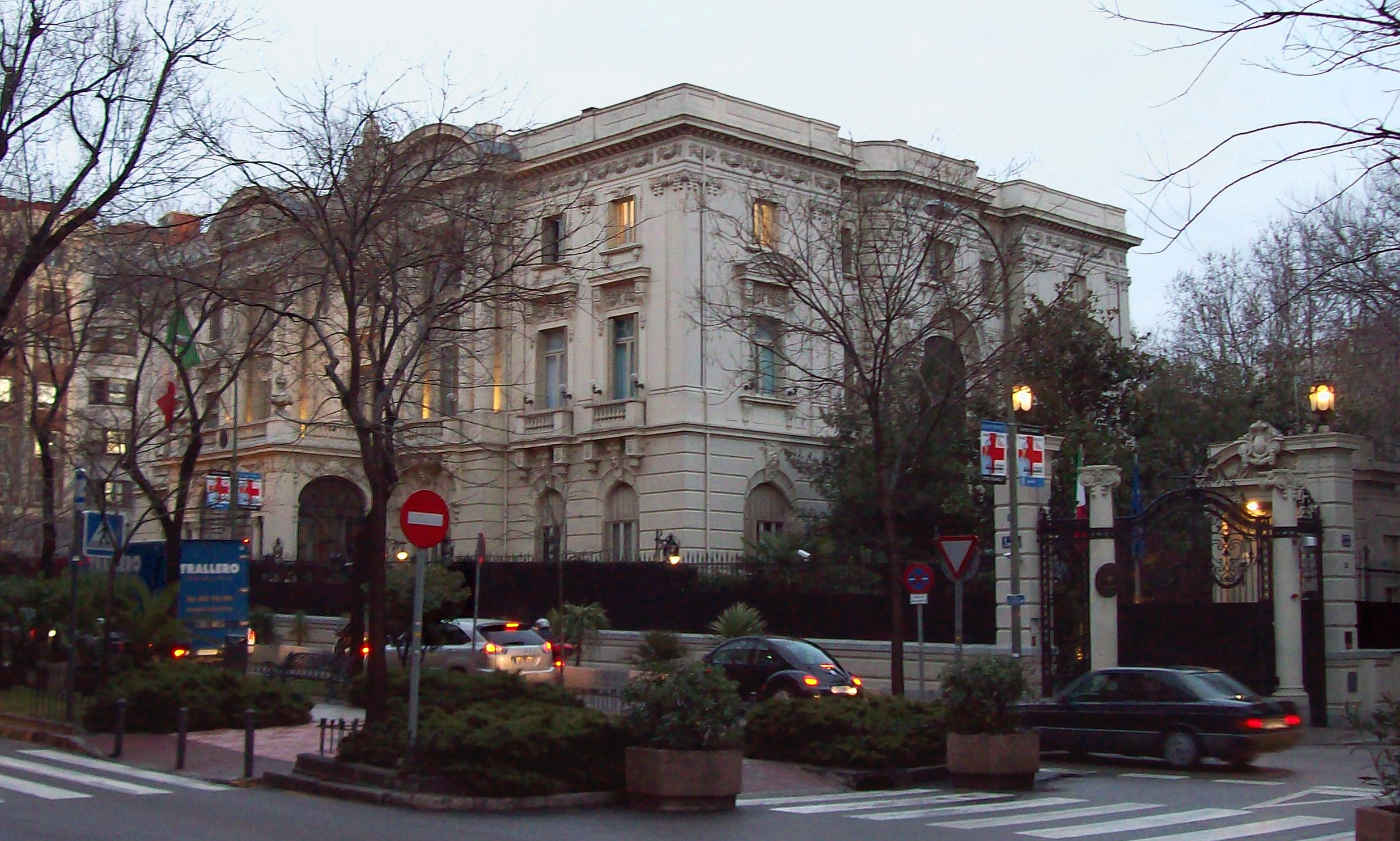
L'ambasciata d'Italia a Madrid, luogo dove si svolgono le premiazioni

Il Premio Tiepolo è un premio istituito nel 1996 dalla Camera di Commercio e Industria Italiana per la Spagna, in collaborazione con la Camera di Commercio e Industria di Madrid (dal 2000 al 2013) e con la Confederación Española de Organizaciones Empresariales - CEOE (dal 2015). Il nome deriva dal pittore italiano Giambattista Tiepolo.
Il premio viene assegnato ad una personalità italiana e una spagnola che hanno contribuito a rafforzare le relazioni economiche tra i due paesi. È stato assegnato tra gli altri a Mario Monti, Antonio Fazio, Cesare Romiti e Marco Tronchetti.

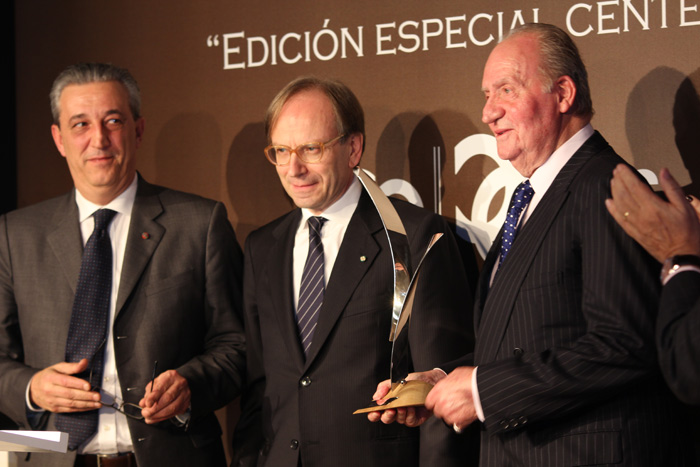
Il Re emerito dio Spagna Juan Carlos I, Premio Tiepolo 2014

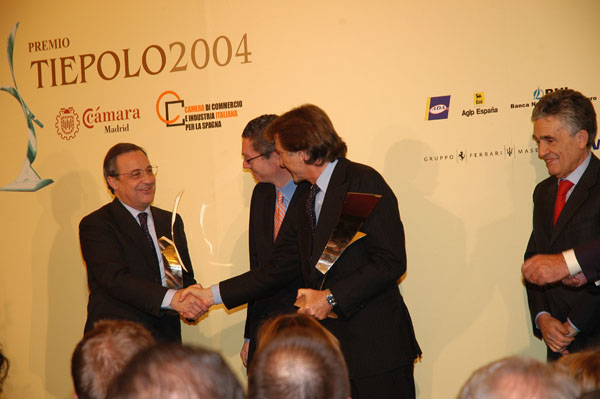
Florentino Pérez e Luca Cordero di Montezemolo, Premio Tiepolo 2004

## Cerimonia di consegna
Dalla prima edizione del 1996 fino alla ventesima, celebrata nel 2016, e nuovamente dal 2019 la cerimonia di consegna del premio si è svolta nelle eleganti sale dell’Ambasciata d’Italia a Madrid, una cornice di grande prestigio e distinzione, con la partecipazione di numerosi ospiti rilevanti appartenenti al mondo delle imprese, della finanza, della politica, della società e della cultura dei due Paesi.
Nel biennio 2017-18, invece, l’atto di consegna del Premio Tiepolo si è svolto nell’ambito del Foro di Dialogo Italia-Spagna, che riunisce con cadenza pressoché annuale esponenti di spicco della politica, dell’imprenditoria e della società civile italiana e spagnola, con l’obiettivo di accompagnare e rafforzare la collaborazione tra i due Paesi in ambito economico. In particolare, in occasione del XV Foro di Dialogo Spagna-Italia, che si è tenuto a Roma dall’1 al 3 ottobre 2017, per la prima volta nella sua storia ultraventennale il Tiepolo ha travalicato il confine ispanico per celebrarsi nell’elegante scenario di Villa Madama, sede istituzionale del Ministero degli Affari Esteri della Repubblica Italiana, alla presenza di alte cariche istituzionali dei due paesi. Nel 2018, seguendo l’alternanza di sede del Foro di Dialogo tra i due Paesi, la cerimonia di consegna del premio si è invece celebrata a Madrid, nel Palazzo de Santoña, sede istituzionale della Camera di Commercio di Madrid.

## Albo d'oro Premio Tiepolo
- 1996 - Cesare Romiti, Presidente del Gruppo Fiat - Isidoro Álvarez, Presidente de El Corte Inglés
- 1997 - Giorgio Fossa, Presidente di Confindustria - José María Cuevas, Presidente della CEOE
- 1998 - Antonio Fazio, Governatore della Banca d'Italia - Luis Ángel Rojo, Governatore del Banco de España
- 1999 - Giovanni Agnelli, Presidente d'onore del Gruppo Fiat - José Ángel Sánchez Asiaín, Presidente della Fundación BBV
- 2000 - Luciano Benetton, Presidente del Gruppo Benetton - Luis Alberto Salazar Simpson, Presidente di Amena
- 2001 - Marco Tronchetti Provera, Presidente del Gruppo Pirelli - Rodolfo Martín Villa, Presidente di Endesa España
- 2002 - Pier Luigi Fabrizi, Presidente del Monte dei Paschi di Siena - Gabriele Burgio, Presidente di NH Hoteles - José Vilarasau Salat, Presidente de La Caixa
- 2003 - Vittorio Mincato, Amministratore Delegato del Gruppo ENI - Alfonso Cortina, Presidente di Repsol YPF
- 2004 - Luca Cordero di Montezemolo, Presidente di [Ferrari] - Florentino Pérez, Presidente del Real Madrid Club de Fútbol
- 2005 - Mario Monti, Presidente dell'Università Bocconi di Milano - Rodrigo Rato, Direttore del Fondo Monetario Internazionale
- 2006 - Francesco Morelli, Presidente dell'Istituto Europeo di Design - Jesús Salazar Bello, Presidente del Gruppo SOS
- 2007 - Antoine Bernheim, Presidente di Generali - José Manuel Martínez, Presidente di Mapfre
- 2008 - Paolo Vasile, Amministratore Delegato di Gestevisiòn Telecinco - José Manuel Lara Bosch, Presidente del Grupo Planeta
- 2009 - Fulvio Conti, Direttore Generale di Enel - César Alierta Izuel, Presidente Ejecutivo de Telefónica S.A.
- 2010 - Massimo Moratti, Presidente del F.C. Internazionale di Milano - Enrique Cerezo, Presidente del Club Atlético de Madrid S.A.D.
- 2011 - Gilberto Benetton, Presidente di Autogrill - Antonio Vázquez, Presidente di Iberia
- 2012 - Alberto Bombassei, Presidente di Brembo - Borja Prado, Presidente di Endesa.
- 2013 - Pietro Salini, Presidente di Salini Impregilo - Juan Miguel Villar Mir, Presidente de OHL.
- 2014 - S.M. el Rey Don Juan Carlos (Edición Especial Centenario Cámara de Comercio e Industria Italiana para España)
- 2015 - Alfredo Altavilla, COO EMEA Gruppo FCA - Juan Rosell, Presidente di CEOE
- 2016 - Francesco Monti, Presidente di Esprinet - Francisco Reynés, Vicepresidente e Amministratore Delegato di Abertis e presidente de Cellnex Telecom
- 2017 - Urbano Cairo, Presidente e Amministratore Delegato di RCS MediaGroup - Antonio Huertas, Presidente de Mapfre
- 2018 - Luigi Lana, Presidente de Reale Group - Antonio Hernández Callejas, Presidente de Ebro Foods
- 2019 - Marco Alverà, Presidente de Snam - Antonio Llardén, Presidente de Enagás
- 2021 - Francesco Starace, Amministratore Delegato e Presidente esecutivo di Enel - José Manuel Entrecanales, Presidente Esecutivo di Acciona
- 2022 - Luigi Ferraris, Amministratore Delegato di Ferrovie dello Stato Italiane - José Bogas, Presidente di Endesa
- 2023 - Gian Maria Gros-Pietro, Presidente di Intesa Sanpaolo - Alejandra Kindelán, Presidente di Asociación Española de Banca
- 2024 -  Andrea Sironi, Presidente di Assicurazioni Generali - Andrés Arizkorreta, Presidente di CAF (Construcciones y Auxiliar de Ferrocarriles)